# 细辛膜叶铁角蕨
细辛膜叶铁角蕨（学名：Hymenasplenium cardiophyllum）也称细辛蕨，为铁角蕨科膜叶铁角蕨属下的一个种。